# Brock Purdy
Brock Purdy (Queen Creek, 27 dicembre 1999) è un giocatore di football americano statunitense che milita nel ruolo di quarterback per i San Francisco 49ers della National Football League (NFL). Al college ha giocato per l'Università statale dell'Iowa. Fu Mr. Irrelevant 2022, essendo stato selezionato dai 49ers nel Draft NFL 2022 con l'ultima scelta, la 262ª.

## Carriera universitaria
Purdy, originario di Queen Creek in Arizona, cominciò a giocare a football nella locale Perry High School a Gilbert dove si mise in evidenza venendo riconosciuto nel suo ultimo anno all'high school come uno dei migliori giocatori di football della categoria dell'Arizona. Valutato come un prospetto medio (tre stelle su cinque) per il college football, nel 2018 andò a giocare per l'Università statale dell'Iowa (Iowa State) con i Cyclones che militano nella Big 12 Conference (Big 12) della primaria Divisione I della Football Bowl Subdivision (FBS) della NCAA.

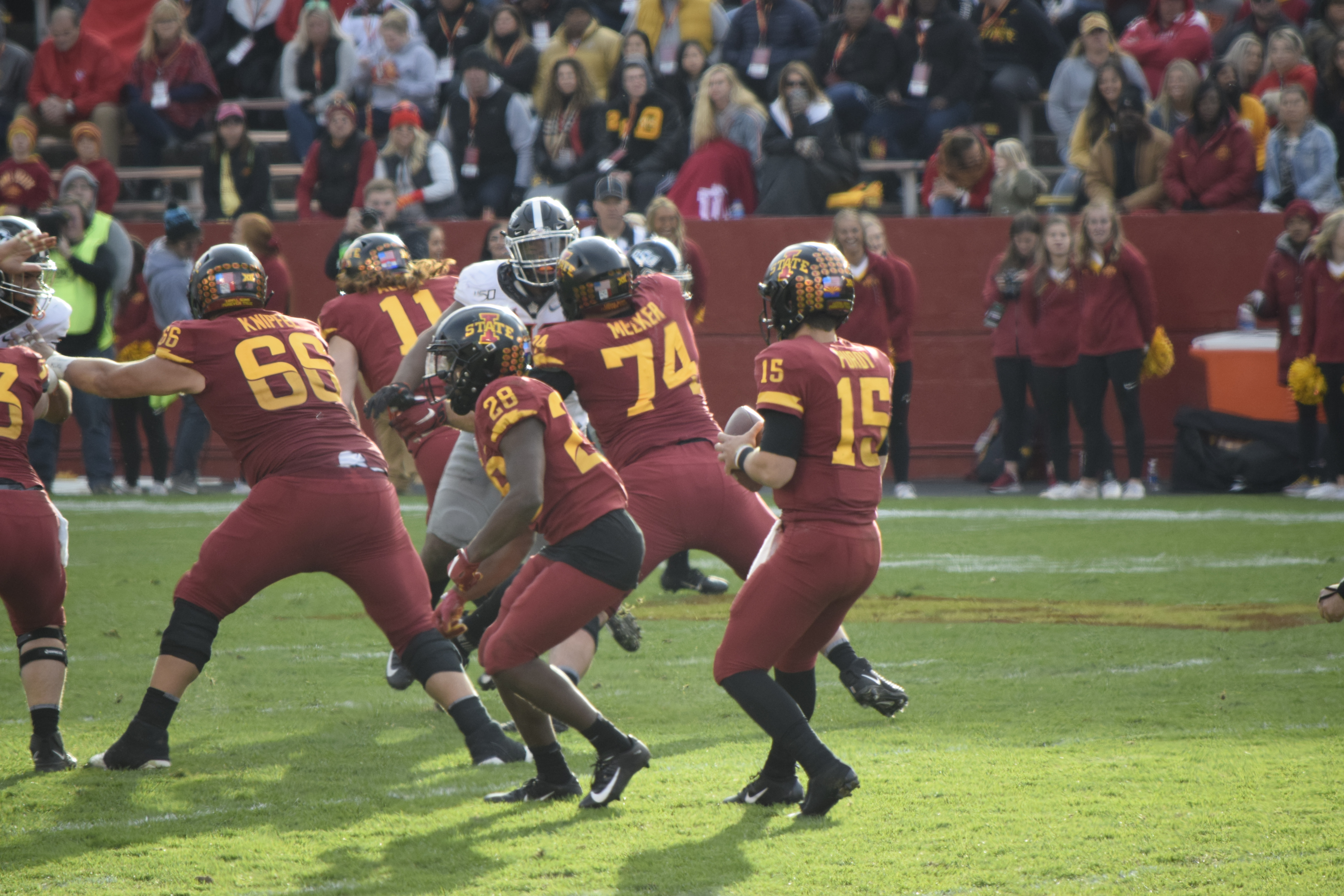
Purdy (nr. 15) in azione con i Cyclones nel 2019

Iniziò il suo primo anno come terzo quarterback della squadra ma, a causa di un infortunio occorso al titolare e all'inefficacia della prima riserva, divenne il partente dalla quinta gara, e vi rimase per le successive tre stagioni. Purdy concluse l'esperienza di college venendo inserito per due volte nel First-Team All-Big 12 (2020 e 2021) e una nel Second-Team All-Big 12 (2019), fissando 32 record per la scuola incluso il record di passaggi completati (993), di quelli tentati (1.467), di yard guadagnate su passaggio (12.170), di touchdown passati (81) e di quelli totali segnati (100), nonché il quarterback con più vittorie (30). In 14 gare passò oltre 300 yard, tre volte il precedente record della scuola. Inoltre i quattro anni di Purdy con i Cyclones corrisposero alla prima volta che la squadra ebbe quattro stagioni vincenti consecutive dal 1927.
Il 9 gennaio 2022 Purdy annunciò di rinunciare al suo ultimo anno al college per passare tra i professionisti.
Premi e riconoscimenti
- 2 First-Team All-Big 12 (2020, 2021)
- Second-Team All-Big 12 (2019)

Statistiche al college
| 2018   | Iowa State | FBS Div. I | Big-12 | 10 | 8  | 146 | 220   | 66,4 | 2.250  | 10,2 | 16 | 7  | 169,9 | 100 | 308   | 3,1 | 29 | 5  | 21 | 124 | 3  | 2  |
| 2019   | Iowa State | FBS Div. I | Big-12 | 13 | 13 | 312 | 475   | 65,7 | 3.982  | 8,7  | 27 | 9  | 151,1 | 93  | 249   | 3,1 | 44 | 8  | 16 | 113 | 7  | 5  |
| 2020   | Iowa State | FBS Div. I | Big-12 | 12 | 12 | 243 | 365   | 66,7 | 2.750  | 7,8  | 19 | 9  | 149,0 | 87  | 382   | 4,4 | 29 | 5  | 13 | 84  | 3  | 2  |
| 2021   | Iowa State | FBS Div. I | Big-12 | 13 | 13 | 292 | 407   | 71,7 | 3.188  | 7,8  | 19 | 8  | 149,0 | 85  | 238   | 2,8 | 23 | 1  | 21 | 131 | 6  | 2  |
| Totale | Totale     | Totale     | Totale | 48 | 46 | 993 | 1.467 | 67,7 | 12.170 | 8,3  | 81 | 33 | 151,1 | 365 | 1.117 | 3,2 | 44 | 19 | 71 | 452 | 19 | 11 |

Fonte: Football Database 
 In grassetto i record in carriera

## Carriera professionistica

### San Francisco 49ers

#### Stagione 2022
Purdy fu scelto dai San Francisco 49ers con l'ultima scelta assoluta (la 262ª) del Draft NFL 2022, rendendolo il "Mr. Irrelevant" di quell'edizione. Il 23 ottobre 2022 debuttò rilevando il quarterback Jimmy Garoppolo nell'ultimo drive della partita contro i Kansas City Chiefs, passando 66 yard e subendo un intercetto nella sconfitta per 44–23.
Il 4 dicembre 2022, nel primo quarto della gara della settimana 13 contro i Miami Dolphins, Garoppolo subì un infortunio al piede che pose fine alla sua stagione, portando i 49ers a inserire nuovamente Purdy. Questi disputò una prova efficiente, completando 25 passaggi su 37 per 210 yard, 2 touchdown e un intercetto nella vittoria per 33–17. Divenne così il primo "Mr. Irrelevant" a passare un touchdown nella storia della NFL.
Dopo l'infortunio di Garoppolo, Purdy fu nominato titolare dei 49ers per il resto della stagione 2022. Nella prima gara da partente, contro i Tampa Bay Buccaneers, passò 185 yard, 2 touchdown e ne segnò un terzo su corsa nella vittoria per 35-7. Il suo passer rating di 134,0 fu il più alto della NFL in quella giornata. Nel 16º turno divenne il secondo giocatore che iniziò la carriera con un record di tre vittorie e nessuna sconfitta lanciando più touchdown in ognuna delle tre gare, eguagliando Kurt Warner. Grazie alla sua prestazione contro i Washington Commanders, in cui completó 15 passaggi su 22 per 234 yard, 2 touchdown e un intercetto, fu premiato come rookie della settimana. Nel turno successivo divenne il primo quarterback dei 49ers a passare almeno due touchdown per cinque gare consecutive da Jeff Garcia nel 2001. Nell'ultima settimana della stagione regolare Purdy completò 15 passaggi su 20 per 178 yard e 3 touchdown, assicurando ai 49ers la decima vittoria consecutiva, il secondo miglior record della NFC e venendo premiato per la seconda volta come rookie della settimana. Fu premiato inoltre come miglior rookie offensivo per le gare di dicembre e gennaio in cui completò il 68,3% dei suoi passaggi ed ebbe un passer rating di 112,0. La sua stagione regolare si chiuse guidando tutti i rookie con 13 passaggi da touchdown, con 1.374 yard passate, 4 intercetti subiti e un passer rating di 107,3, venendo inserito nella formazione ideale dei rookie dalla Pro Football Writers of America. Si classificò inoltre terzo nel premio di rookie offensivo dell'anno dietro a Garrett Wilson e Kenneth Walker III malgrado essere partito come titolare molto in là nella stagione.
Nel turno delle wild card dei playoff, Purdy divenne la prima matricola della storia con tre passaggi da touchdown e una marcatura su corsa nella post-season nel 41-23 sui Seattle Seahawks. Divenne così il primo quarterback rookie a vincere una gara di playoff da Russell Wilson nel 2012. Inoltre divenne il giocatore più giovane a lanciare 300 yard e tre touchdown in una gara di playoff superando Dan Marino, suo idolo d'infanzia e ragione per cui indossa il numero 13. La settimana successiva per la prima volta non passò alcun touchdown ma portò a sette la sua striscia di vittorie battendo nel divisional round i Dallas Cowboys, terminando con 214 yard passate. Nella finale della NFC contro i Philadelphia Eagles testa di serie numero uno, la gara di Purdy si interruppe già nel primo quarto quando si infortunò gravemente al gomito in uno scontro di gioco. Sostituito da Josh Johnson, anche questi finì per infortunarsi, così Purdy fu costretto a rientrare nel secondo tempo ma, fortemente limitato, riuscì a tentare un solo passaggio. Gli Eagles vinsero per 31-7 qualificandosi per il Super Bowl. Nei giorni successivi fu evidenziata la rottura di un legamento del gomito che richiese la Tommy John surgery, con un tempo di recupero previsto in sei mesi.

#### Stagione 2023
Nel 2023 i 49ers cedettero Trey Lance ai Cowboys e Purdy rimase l'incontestato titolare delle squadra. Nella gara del primo turno passò 220 yard e due touchdown nella netta vittoria sui Pittsburgh Steelers.
Con questa vittoria Purdy divenne il primo quarterback nella storia della NFL a vincere le prime sei gare della stagione regolare giocate da titolare in carriera e a lanciare almeno due touchdown in ogni gara, nonché il primo con un passer rating di almeno 95,0 nelle sue prime sei gare da titolare. Purdy allungó la sua striscia di vittorie nelle successive gare contro i Los Angeles Rams, non lanciando però nessun touchdown ma segnandone uno su corsa, e contro i New York Giants dove completò 25 passaggi su 37 per 310 yard e due touchdown. Nel quinto turno passò 252 yard e 4 touchdown per un passer rating di 144,4 nella netta vittoria sui Cowboys.
Nel sesto turno Purdy perse la prima gara in carriera nella stagione regolare, ad opera dei Cleveland Browns, in cui i 49ers segnarono solo 17 punti dopo averne segnati almeno 30 nelle otto gare precedenti. In quella partita subì anche il primo intercetto stagionale. Nella partita del turno successivo, la sconfitta 17-22 nel Monday Night Football contro i Minnesota Vikings, Purdy completò 21 passaggi su 30 per 272 yard e un touchdown ma subì anche due intercetti nell'ultimo quarto di gara, che di fatto bloccarono la possibile rimonta dei 49ers. Il 25 ottobre 2023 il capo-allenatore di San Francisco Kyle Shanahan annunciò che Purdy era stato inserito nel protocollo previsto dalla lega per monitorare un'eventuale commozione cerebrale, avendo avuto sintomi dopo la gara contro Minnesota. Dichiarato abile a giocare il giorno prima della gara del turno successivo contro i Cincinnati Bengals, Purdy in partita completò 21 passaggi su 31 tentati per 365 yard e un touchdown, ma lanciò anche due intercetti che pesarono nella sconfitta finale per 17-31, la terza di fila per i 49ers. La vittoria tornò nel decimo turno contro i Jacksonville Jaguars in cui Purdy passò 296 yard e 3 touchdown, incluso uno da 66 yard per George Kittle che fu il passaggio più lungo della sua stagione fino a quel momento, senza perdere palloni.
Nell'undicesimo turno Purdy divenne il primo quarterback dei 49ers da Joe Montana nel 1989 a terminare una partita con un passer rating perfetto di 158,3, frutto di 333 yard passate, 3 touchdown e nessun intercetto subito nella vittoria sui Tampa Bay Buccaneers. Per questa prestazione fu premiato come miglior giocatore offensivo della NFC della settimana e come quarterback della settimana. Purdy stabilì così un record NFL per il maggior passer rating nell'arco di due gare consecutive.
Nel tredicesimo turno Purdy e i 49ers si vendicarono degli Eagles che li avevano eliminati dai playoff l'anno precedente, battendoli per 42-19 in una gara in cui il quarterback passò 314 yard, 4 touchdown e nessun intercetto per un passer rating di 148,8. Per la seconda volta fu premiato come quarterback della settimana. Nella gara del turno successivo, la vittoria 28-16 contro i New Orleans Saints, Purdy ebbe un'altra prestazione di alto livello con il 70% di passaggi completati per 368 yard, due touchdown e un passer rating di 122,1 che gli valse per la seconda settimana di fila e la terza volta in stagione il riconoscimento di quarterback della settimana.
Nel quindicesimo turno Purdy passò 4 touchdown nella vittoria sui Cardinals che assicurò ai 49ers il secondo titolo di division consecutivo. Di segno opposto la sua prestazione nella gara del turno successivo, la sconfitta 19-33 contro i Baltimore Ravens, chiusa con 18 passaggi completati su 32 tentati per 255 yard, nessun touchdown e quattro intercetti con un passer rating di 42,6. La settimana successiva batté il record stagionale di franchigia di Jeff Garcia giungendo a quota 4.280 yard passate. Nell'ultimo turno, con la squadra già sicura del primo posto nel tabellone della NFC, fu tenuto a riposo. A fine stagione fu convocato per il suo primo Pro Bowl, il primo quarterback dei 49ers selezionato in oltre due decenni, dopo essersi classificato terzo nella NFL con 31 touchdown passati, quinto in yard passate e primo in passer rating (113,0) e in yard medie per tentativo (9,6). L'8 febbraio 2024, nel corso della cerimonia degli NFL Honors fu premiato come quarterback dell'anno.
Nel divisional round dei playoff, in casa contro i Green Bay Packers, Purdy ebbe problemi di precisione con il meteo piovoso e i 49ers si trovarono in svantaggio all'inizio del quarto periodo. Malgrado le difficoltà, Purdy orchestrò un drive da 12 giocate e 69 yard che culminò nel touchdown della vittoria di Christian McCaffrey a meno di due minuti dal termine, per il 24–21 finale. Purdy completò 6 passaggi su 7 per 47 yard nel drive vincente e chiuse con 23 su 39 per 252 yard e un touchdown. Nella finale della NFC contro i Detroit Lions, Purdy completò 7 passaggi su 15 per 93 yard e un intercetto nel primo tempo, in cui San Francisco si trovò in svantaggio per 24–7. Nel secondo tempo invece giocò una gara di tenore opposto, completando 13 passaggi su 16 per 174 yard e un touchdown. Corse anche 49 yard e aiutò i 49ers a segnare 27 punti consecutivi e a vincere per 34–31, qualificandosi per il Super Bowl LVIII. Purdy divenne così il quarterback scelto più in basso nel draft a partire come titolare in un Super Bowl. Nella finalissima completò 23 su 38 per 255 yard e un touchdown nella sconfitta per 25–22 ai tempi supplementari contro i Kansas City Chiefs.

#### Stagione 2024

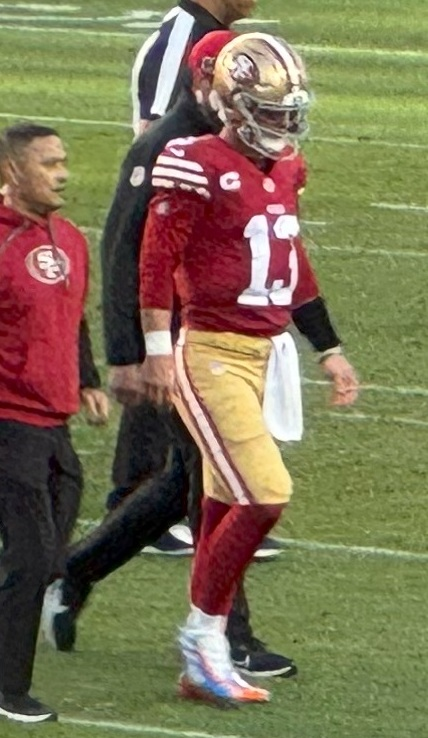
Purdy nel 2024

Nella settimana 5 contro gli Arizona Cardinals, Purdy passò il 50º touchdown in carriera a  George Kittle, il più rapido giocatore della storia dei 49ers a tagliare quel traguardo. Quattro giorni dopo passò 255 yard e 3 touchdown nella vittoria esterna su Seattle. Nel decimo turno passò un massimo stagionale di 353 yard con 2 touchdown nella vittoria sui Tampa Bay Buccaneers.
Dopo una sconfitta in casa contro i Seahawks, che aveva battuto in tutte le sei precedenti occasioni, Purdy fu costretto a saltare la gara della settimana 12 per un infortunio alla spalla. Nel quattordicesimo turno passò 325 yard e 2 touchdown, entrambi per Jauan Jennings, nella vittoria sui Chicago Bears per 38-13 che tenne aperte le residue speranze di playoff dei 49ers. Nell'ultimo turno, con San Francisco già eliminata, non scese in campo a causa di un infortunio ad un gomito, sostituito da Joshua Dobbs. Terminó la stagione con 300 passaggi completati su 455 tentati in 15 presenze, con 3 864 yard passate, 20 touchdown e 12 intercetti per un passer rating di 96,1 a cui sommó 66 corse con 5 touchdown su corsa.

#### Stagione 2025
Il 20 maggio 2025 Purdy firmò un rinnovo contrattuale quinquennale con i 49ers da 265 milioni di dollari, di cui 181 milioni garantiti nei primi tre anni. Divenne così il quinto giocatore più pagato della lega per importo contrattuale complessivo ed il settimo per media annuale, con 53 milioni a stagione.

## Palmarès

### Franchigia
- National Football Conference Championship: 1

San Francisco 49ers: 2023

### Individuale
- Convocazioni al Pro Bowl: 1

2023
- Giocatore offensivo della NFC della settimana: 1

11ª del 2023
- Quarterback dell'anno: 1

2023
- Quarterback della settimana : 3

11ª, 13ª e 14ª del 2023
- Rookie della settimana : 2

16ª e 18ª del 2022
- Rookie offensivo del mese : 1

dicembre 2022/gennaio 2023
- PFWA All-Rookie Team - 2022

## Statistiche

### Stagione regolare
| 2022   | SF     | 9  | 5  | 114   | 170 | 67,1 | 1.374 | 8,1 | 54 | 13 | 4  | 107,3 | 22  | 13  | 0,6 | 13 | 1 | 11 | 84  | 0  | 0 | 5-0-0   |
| 2023   | SF     | 16 | 16 | 308   | 444 | 69,4 | 4.280 | 9,6 | 76 | 31 | 11 | 113,0 | 39  | 144 | 3,7 | 17 | 2 | 28 | 153 | 6  | 2 | 12-4-0  |
| 2024   | SF     | 15 | 15 | 455   | 300 | 65,9 | 3 864 | 8,5 | 76 | 20 | 12 | 96,1  | 66  | 323 | 4,9 | 16 | 5 | 31 | 156 | 7  | 3 | 6-9-0   |
| Totale | Totale | 40 | 36 | 1 069 | 722 | 67,5 | 9 518 | 8,9 | 76 | 64 | 27 | 104,9 | 127 | 480 | 3,8 | 17 | 8 | 70 | 393 | 13 | 5 | 23-13-0 |

### Playoff
| 2022   | SF     | 3 | 3 | 41  | 63  | 65,1 | 569   | 9,0 | 74 | 3 | 0 | 109,8 | 7  | 24 | 3,4 | 13 | 1 | 4 | 23 | 1 | 1 | 2-1 |
| 2023   | SF     | 3 | 3 | 108 | 66  | 61,1 | 774   | 7,2 | 51 | 3 | 1 | 88,3  | 14 | 74 | 5,3 | 21 | 0 | 4 | 20 | 0 | 0 | 2-1 |
| Totale | Totale | 5 | 5 | 171 | 107 | 62,6 | 1 343 | 7,9 | 71 | 6 | 1 | 96,2  | 21 | 98 | 4,7 | 21 | 1 | 8 | 43 | 1 | 1 | 4-2 |

 Fonte: Football Database
Statistiche aggiornate alla stagione 2024